# Conopora tetrastichopora
Conopora tetrastichopora is een hydroïdpoliep uit de familie Stylasteridae. De poliep komt uit het geslacht Conopora. Conopora tetrastichopora werd in 1991 voor het eerst wetenschappelijk beschreven door Cairns. 